# Paradoxopsyllus naryni
Paradoxopsyllus naryni är en loppart som beskrevs av Wagner 1928. Paradoxopsyllus naryni ingår i släktet Paradoxopsyllus och familjen smågnagarloppor. Inga underarter finns listade i Catalogue of Life.